# Pukefejden
Pukefejden var en uppgörelse i Sverige under 1430-talet, mellan å ena sidan Erik Puke och hans anhängare och å andra sidan Karl Knutsson med anhängare.

## Mötet i Söderköping
Motsättningarna mellan Erik Puke och Broder Svensson å ena sidan och herrarna, med marsken Karl Knutsson (Bonde), å andra, var stora. Även Bengt Stensson och dennes son Måns - (Engelbrekt Engelbrektssons mördare) - var närvarande vid mötet i Söderköping. De hölls av Pukes sida ansvariga för Engelbrekts död, men inget vidare gjordes åt saken. 
Den stora frågan blev fördelningen av länen som började bli tillgängliga för de svenska stormännen efter Engelbrekts resning.  Många var missnöjda. En av dem var Broder Svensson, tidigare unionsriddare som anslutit sig till Engelbrektsupproret. Han hotade Karl Knutsson (Bonde) med våld om inte länen omfördelades mer till hans förmån. Marsken svarade med att arrestera honom. Tidigt morgonen därpå halshöggs han. Erik Puke som gjort liknande begäran skonades. Kanske avstod Karl Knutsson tillfället eftersom han visste att Erik hade många trogna bland bergsmännen och allmogen. Han fick till och med behålla de områden han hade.

## Blodig maktkamp
Efter mötet började Erik Puke mobilisera sina anhängare i Arboga, Köping och Örebro, och inledde en misslyckad belägring av Örebro hus. Därefter reste han till Västerås, men inte heller där gick försvarsborgen att inta, trots att många invånare hjälpte till med belägringen. Erik Pukes skara for då norrut till Dalarna för att få förstärkning. Där anslöt sig också fogden Hans Mårtensson.
När Karl Knutssons stora här kom till Västerås, utpekades fyra bönder som ledare för Pukeanhängarna, och brändes levande på bål efter en provisorisk ståndrätt.
I Mälardalen kunde Karl Knutsson mobilisera stora skaror och i januari 1437 gav de sig iväg mot Dalarna för att möta Erik Puke. Drabbningen stod i en skog, Hällaskogen ("Hella skogh"). Motståndet var starkt och den första konfrontationen blev blodig. Karl Knutsson förlorade många krigare innan han drog sig tillbaka.

## Förhandlingar
Följande morgon sändes bud till Erik Puke med begäran om ett sammanträde. Gisslan utbyttes och mötet kunde äga rum, men ingen överenskommelse gjordes. Erik Puke försökte vinna tid eftersom han väntade förstärkning från Hälsingland och Gästrikland. Karl Knutsson förlorade emellertid tålamodet och hotade med att anfalla på nytt. Det var ändå inte självklart att han kunnat åstadkomma ett sådant, eftersom hans riddare inte var särskilt villiga att göra om attacken efter förlusten i Hälleskogen. Erik Puke, i tron att anfallet var nära förestående, insåg att förstärkningen inte skulle hinna fram. Han lät sig därmed övertalas att med sin delegation följa med till Västerås för att förhandla. Ett lejdebrev, som undertecknats av både ärkebiskop Olov Larsson och biskop Thomas i Strängnäs garanterade Erik Pukes och Hans Mårtenssons säkerhet. Tillsammans med Hans Mårtensson valde Puke ut några följeslagare och begav sig till Västerås.

## Sveket
Förhandlingarna fördes först i Predikareklostrets stuga i Västerås. Under förhandlingarna utbröt "kolos" (rök), troligen anlagd, och man bytte förhandlingsplats till Västerås slott där Erik Puke och hans följe överfölls och fängslades. Marsken dömde Hans Mårtensson och dennes likar redan samma kväll till stegel för att sedan "nesligen avlivas". Erik Puke fördes till Stockholm för att dömas av riksdrotsen Krister Nilsson. Domen innebar förstås döden för Erik Puke vars huvud föll i slutet av mars 1437. Det är oklart hur ärkebiskop Olov Larsson och biskop Thomas agerat i sammanhanget. Båda anklagade sig själva under resten av sitt liv för sin del i sveket .